# Джикия, Георгий Тамазович
Гео́ргий Тама́зович Джи́кия (род. 21 ноября 1993, Москва) — российский футболист, защитник турецкого «Антальяспора».

## Биография
Родители родом из Сухуми. Когда мать Джикии была беременна, семья была вынуждена бежать из родного города из-за военных действий в регионе. Георгий родился уже в Москве, но вскоре семья переехала в подмосковную Балашиху. Там, в возрасте 6 лет, он начал заниматься футболом в командах «Виктория» и СШОР «Метеор», одновременно учась в общеобразовательной школе. Первый тренер Сергей Александрович Михеев. В 10 лет перешёл в футбольную школу «Локомотив-2» (перовское отделение московского «Локомотива»), где тренировался у Юрия Николаевича Никулина и Александра Викторовича Антипова.

### Личная жизнь
У Джикии два брата. Старший работает стоматологом. Младший брат родился в Балашихе в 2006 году.
Джикия — этнический мегрел. С родителями общается на двух языках — по-мегрельски и по-русски.

## Клубная карьера

### Начало карьеры

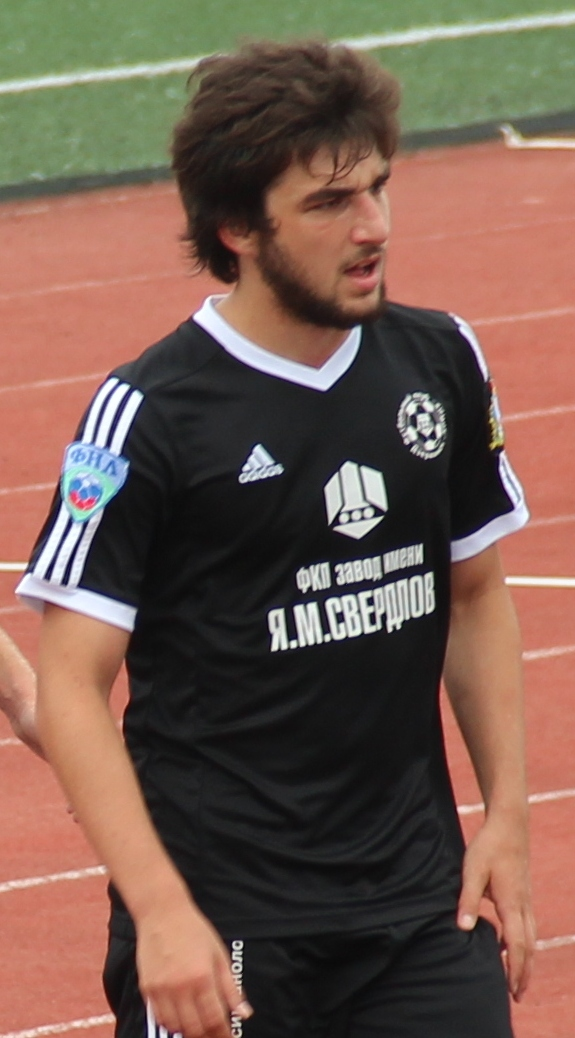
Джикия в составе «Химика»

В 2011 году, благодаря связям «Локомотива» из Перово и главного «Локомотива», подписал профессиональный контракт с клубом «Локомотив-2». Выступал во втором дивизионе, где получал 15 000 рублей в месяц.
В начале 2014 года ради игровой практики Джикия перешёл в «Спартак-Нальчик». 9 марта в матче против «СКА-Энергии» дебютировал в Первенстве ФНЛ.
Летом 2014 года перешёл в дзержинский «Химик», первый матч за новый клуб сыграл 6 июля против «Крыльев Советов». 18 марта 2015 года в поединке против «Тосно» забил первый гол за «Химик».

### «Амкар»

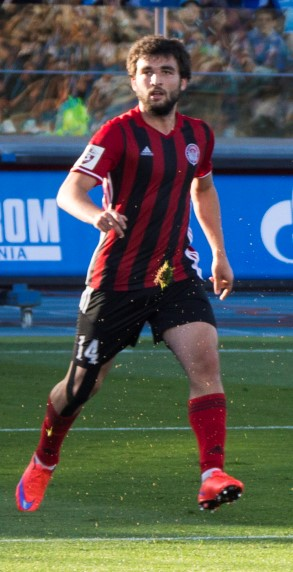
Джикия в составе «Амкара»

Летом 2015 года перешёл в пермский «Амкар». 1 августа в матче против «Крыльев Советов» дебютировал в Премьер-лиге, заменив во втором тайме Бранко Йовичича. 22 августа в матче против столичного «Спартака» в первый раз вышел в основном составе. Главный тренер пермяков Гаджиев так высказался относительно его дебютной игры: «Джикия провёл хороший матч. Он устал на своей позиции, проделал большой объём работы. Футболист с хорошим потенциалом, ему трудно пробиться в состав, ведь играет Занев. Он провёл нормальный матч». 15 апреля 2016 года в матче против «Мордовии» забил свой первый гол за клуб, а в сезоне 2016/17 забил второй гол за «Амкар» в матче с ЦСКА.

### «Спартак» (Москва)

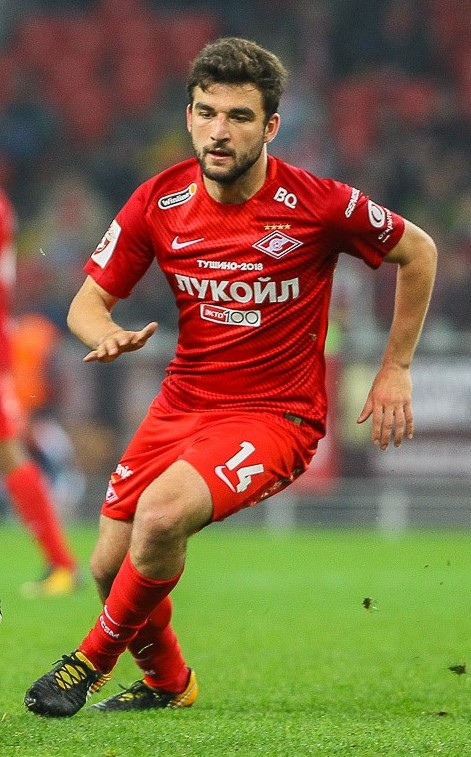
Джикия в составе «Спартака»

В конце 2016 года появилась информация, что Джикия может перейти из «Амкара» в московский «Спартак». Также интерес проявили казанский «Рубин» и ещё один неназванный московский клуб. 26 декабря Джикия подписал контракт со «Спартаком». Сумма трансфера составила 150 млн рублей. 9 апреля в матче против «Уфы» он дебютировал за новую команду. Всего за «Спартак» в победном для клуба чемпионате 2016/17 провёл 8 матчей, сразу став основным защитником.
Сезон 2017/18 начал основным центральным защитником. 17 сентября в поединке против «Тосно» забил свой первый гол за «Спартак». 20 ноября 2017 года продлил контракт со «Спартаком» до 2022 года. 18 января 2018 года в первом матче в рамках предсезонной подготовки против китайского «Шанхай СИПГ» Джикия получил разрыв крестообразных связок коленного сустава и пропустил всю весеннюю часть чемпионата России, а также не был вызван в сборную России для участия в чемпионате мира 2018 года. 24 июня 2018 года путём голосования игроки «Спартака» выбрали Джикию вице-капитаном клуба. 16 сентября 2018 года в матче против «Ахмата» (1:2) Джикия вышел с капитанской повязкой и, вдобавок, забил гол головой в ворота соперника.
9 июля 2019 года Джикия был назначен главным тренером Олегом Кононовым новым капитаном «Спартака». 29 октября 2019 года Джикия получил приз «Золотой кабан» как лучший игрок команды сезона 2018/19. 7 ноября 2019 года получил награду «За упорство и волю к победе», приз учреждён журналом «Большой спорт». 20 июня 2020 года в гостевом матче 23-го тура чемпионата России против тульского «Арсенала» (3:2) по итогу матча был признан лучшим игроком матча по версии «Матч ТВ». 11 июля 2020 года в гостевом матче 28-го тура чемпионата России против «Сочи» (0:1) вышел в стартовом составе и этот матч стал для Джикии 100-м за «Спартак», также по итогу матча стал лучшим игроком. 15 августа 2021 года продлил контракт со «Спартаком» до конца мая 2024 года, с возможностью продления ещё на год. 21 ноября 2021 года «Комсомольская правда» объявила Джикию обладателем премии «Футбольный джентльмен года — 2021».
29 мая 2022 года вместе со «Спартаком» стал обладателем Кубка России. Джикия наряду с Квинси Промесом и Романом Зобниным стал первым в истории клуба футболистом, кто выиграл все три российских трофея. 24 апреля 2023 года в матче 24-го тура чемпионата России против «Краснодара» (4:3) Джикия провёл свой 200-й матч за «Спартак». 5 августа 2023 года в матче 3-го тура чемпионата России против «Рубина» (4:1) Джикия в 150-й раз вывел красно-белых на поле в качестве капитана команды. 2 сентября 2023 года Джикия в матче против «Краснодара» (0:2) провёл свой 200-й матч в чемпионате России. 18 мая 2024 года «Спартак» объявил о том, что Джикия покинет клуб по окончании сезона 2023/24, в связи с истечением срока контракта. 19 мая 2024 года в домашнем матче против «Рубина» (3:1) Джикия впервые с сентября 2023 года вышел в основном составе в игре чемпионата России. Джикия был заменён на 67-й минуте, передав капитанскую повязку Роману Зобнину, после матча партнёры по команде качали Джикию на руках, а болельщики устроили овацию. Всего за «Спартак» Джикия провёл во всех турнирах 215 матчей, в которых отличился пятью забитыми мячами и 11 результативными передачами. За карьеру в клубе Джикия становился чемпионом России (2016/17), обладателем Суперкубка России (2017) и Кубка России (2021/22), также становился обладателем серебряных и дважды бронзовых медалей чемпионата России.

### «Химки» и «Антальяспор»
12 сентября 2024 года на правах свободного агента подписал контракт с клубом «Химки». Дебютировал за клуб 2 октября 2024 года в матче 5-го тура группового этапа Кубка России против «Ростова» (2:2), выйдя в стартовом составе. Первый матч в чемпионате России за «Химки» провёл 10 октября 2024 года во встрече 11-го тура против «Краснодара» (0:4), в которой Джикия вышел на поле на 75-й минуте вместо Эдгардо Фариньи. Всего за «Химки» провёл 19 матчей во всех турнирах. После окончания сезона 2024/25, Джикия покинул клуб в связи с прекращением его существования.
26 июля 2025 года заключил контракт с турецким клубом «Антальяспор» до лета 2027 года.

## Карьера в сборной
Джикия имел право выступать за сборные России и Грузии, но в конце концов принял решение выступать за сборную России.
Я с ним разговаривал 20 раз. Джикия мог свободно приехать и за один день получить грузинский паспорт. У нас была встреча с администрацией президента Грузии, и по этому вопросу была достигнута договоренность. Джикия должен был приехать, но вдруг позвонил и сказал, что не сможет приехать. Он не ставил перед нами никаких условий, как пишут об этом в СМИ. Прошу прекратить спекуляции на тему Джикии. Просто вспомните историю Ананидзе: человек приехал и начал выступать за сборную. Джано поставил родину на первое место.Александр Иашвили
Был назван ФИФА одним из трёх самых талантливых молодых футболистов России в преддверии Кубка конфедераций 2017 года.

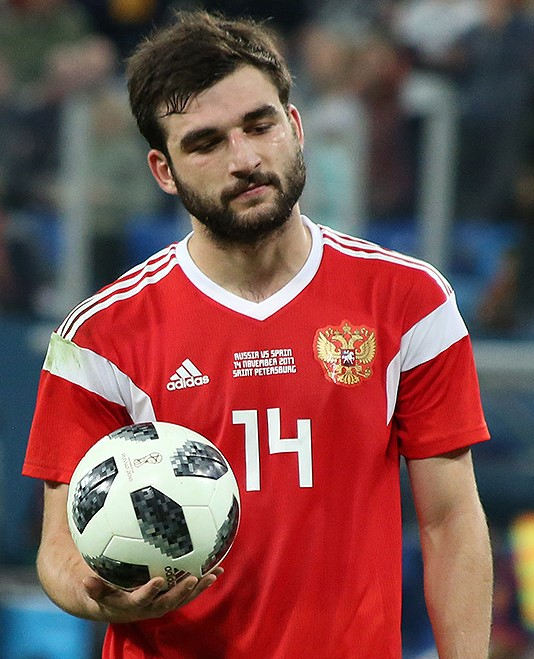
Джикия в составе сборной России в ноябре 2017 года

По окончании чемпионата России сезона 2016/2017 был вызван Станиславом Черчесовым в сборную России для подготовки к Кубку конфедераций. Дебютировал за сборную 5 июня 2017 года в матче со сборной Венгрии. На Кубке конфедераций без замен провёл все три матча — против Новой Зеландии (2:0), Португалии (0:1) и Мексики (1:2). В игре с португальцами получил жёлтую карточку.
В январе 2018 года на сборах «Спартака» получил травму крестообразных связок во время товарищеского матча с китайским клубом. Восстановился только в конце мая, но не был вызван Черчесовым в сборную России для участия в домашнем чемпионате мира. В июне 2018 года Станислав Черчесов говорил, что Джикия в здоровом состоянии мог бы претендовать на роль игрока стартового состава на чемпионате мира. Основными центральными защитниками сборной на турнире были Сергей Игнашевич и партнёр Джикии по «Спартаку» Илья Кутепов.
В матче Лиги наций 2018/19 против сборной Турции в Сочи Джикия на 20-й минуте пробил в штангу, после чего мяч отскочил к Роману Нойштедтеру, и тот забил первый мяч в игре.
16 ноября 2019 года в матче 9-го тура отборочного турнира к чемпионату Европы 2020 против сборной Бельгии (1:4) Джикия забил свой первый мяч за сборную России, а на 80-й минуте получил капитанскую повязку, после того как поле покинул Артём Дзюба. Сыграл во всех 10 матчах отборочного цикла. По итогам отборочного турнира вошёл в число 100 лучших игроков квалификации Евро-2020 и оказался единственным россиянином в этом списке, заняв 69-е место.
12 ноября 2020 года в товарищеском матче против сборной Молдавии (0:0) впервые в составе сборной России вывел команду на поле с капитанской повязкой, также по итогу матча был признан лучшим игроком по версии болельщиков.
2 июня 2021 года вошёл в окончательную заявку на чемпионат Европы 2020. На Евро-2020 провёл все три матча: против сборных Бельгии (0:3), Финляндии (1:0) и Дании (1:4), во всех матчах сыграл по 90 минут. 11 октября 2021 года в гостевом матче против словенской сборной (2:1), в рамках отборочного турнира на чемпионат мира 2022 года, Джикия забил победный для российской сборной мяч ударом через себя.

## Достижения

### Командные
«Спартак» (Москва)
- Чемпион России: 2016/17
- Серебряный призёр чемпионата России: 2020/21
- Бронзовый призёр чемпионата России (2): 2017/18, 2022/23
- Обладатель Кубка России: 2021/22
- Обладатель Суперкубка России: 2017

### Индивидуальные
- Лауреат национальной премии РФС «33 лучших игрока сезона»: (7): 2016/17 (№ 2)[68], 2017/18 (№ 3)[69], 2018/19 (№ 1)[70], 2019/20 (№ 2)[71], 2020/21 (№ 2)[72], 2021/22 (№ 2)[73], 2022/23 (№ 1)[74].
- Обладатель премии болельщиков команды «Спартак» Москва — «Золотой кабан»: 2019[26].
- Обладатель награды от журнала «Большой спорт» — «За упорство и волю к победе»: 2019[27].
- «Футбольный джентльмен года в России»: 2021[32].

## Статистика выступлений

### Клубная
| Выступление       | Выступление      | Выступление      | Лига | Лига | Кубки | Кубки | Еврокубки | Еврокубки | Итого | Итого |
| Клуб              | Лига             | Сезон            | Игры | Голы | Игры  | Голы  | Игры      | Голы      | Игры  | Голы  |
| ----------------- | ---------------- | ---------------- | ---- | ---- | ----- | ----- | --------- | --------- | ----- | ----- |
| Локомотив-2       | Второй дивизион  | 2011/12          | 22   | 0    | 2     | 0     | —         | —         | 24    | 0     |
| Локомотив-2       | Второй дивизион  | 2012/13          | 21   | 1    | 2     | 0     | —         | —         | 23    | 1     |
| Локомотив-2       | ПФЛ              | 2013/14          | 21   | 1    | 0     | 0     | —         | —         | 21    | 1     |
| Локомотив-2       | Итого            | Итого            | 64   | 2    | 4     | 0     | —         | —         | 68    | 2     |
| Спартак-Нальчик   | ФНЛ              | 2013/14          | 8    | 0    | 0     | 0     | —         | —         | 8     | 0     |
| Спартак-Нальчик   | Итого            | Итого            | 8    | 0    | 0     | 0     | —         | —         | 8     | 0     |
| Химик (Дзержинск) | ФНЛ              | 2014/15          | 31   | 2    | 2     | 0     | —         | —         | 33    | 2     |
| Химик (Дзержинск) | Итого            | Итого            | 31   | 2    | 2     | 0     | —         | —         | 33    | 2     |
| Амкар             | Премьер-лига     | 2015/16          | 22   | 2    | 3     | 1     | —         | —         | 25    | 3     |
| Амкар             | Премьер-лига     | 2016/17          | 16   | 1    | 1     | 0     | —         | —         | 17    | 1     |
| Амкар             | Итого            | Итого            | 38   | 3    | 4     | 1     | —         | —         | 42    | 4     |
| Спартак (Москва)  | Премьер-лига     | 2016/17          | 8    | 0    | 0     | 0     | 0         | 0         | 8     | 0     |
| Спартак (Москва)  | Премьер-лига     | 2017/18          | 17   | 1    | 3     | 0     | 5         | 0         | 25    | 1     |
| Спартак (Москва)  | Премьер-лига     | 2018/19          | 26   | 2    | 3     | 0     | 6         | 0         | 35    | 2     |
| Спартак (Москва)  | Премьер-лига     | 2019/20          | 27   | 1    | 4     | 0     | 4         | 0         | 35    | 1     |
| Спартак (Москва)  | Премьер-лига     | 2020/21          | 28   | 0    | 2     | 0     | —         | —         | 30    | 0     |
| Спартак (Москва)  | Премьер-лига     | 2021/22          | 28   | 1    | 4     | 0     | 8         | 0         | 40    | 1     |
| Спартак (Москва)  | Премьер-лига     | 2022/23          | 22   | 0    | 8     | 0     | —         | —         | 30    | 0     |
| Спартак (Москва)  | Премьер-лига     | 2023/24          | 8    | 0    | 4     | 0     | —         | —         | 12    | 0     |
| Спартак (Москва)  | Итого            | Итого            | 164  | 5    | 28    | 0     | 23        | 0         | 215   | 5     |
| Химки             | Премьер-лига     | 2024/25          | 17   | 0    | 2     | 0     | —         | —         | 19    | 0     |
| Химки             | Итого            | Итого            | 17   | 0    | 2     | 0     | —         | —         | 19    | 0     |
| Всего за карьеру  | Всего за карьеру | Всего за карьеру | 322  | 12   | 40    | 1     | 23        | 0         | 385   | 13    |

### Сборная
| Сборная          | Год              | Отборочные матчи ЧЕ | Отборочные матчи ЧЕ | Чемпионат Европы | Чемпионат Европы | Кубок конфедераций | Кубок конфедераций | Лига наций УЕФА | Лига наций УЕФА | Товарищеские матчи | Товарищеские матчи | Отборочные матчи ЧМ | Отборочные матчи ЧМ | Всего | Всего |
| Сборная          | Год              | Игры                | Голы                | Игры             | Голы             | Игры               | Голы               | Игры            | Голы            | Игры               | Голы               | Игры                | Голы                | Игры  | Голы  |
| ---------------- | ---------------- | ------------------- | ------------------- | ---------------- | ---------------- | ------------------ | ------------------ | --------------- | --------------- | ------------------ | ------------------ | ------------------- | ------------------- | ----- | ----- |
| Россия           |                  |                     |                     |                  |                  |                    |                    |                 |                 |                    |                    |                     |                     |       |       |
| 2017             | 0                | 0                   | 0                   | 0                | 3                | 0                  | 0                  | 0               | 5               | 0                  | 0                  | 0                   | 8                   | 0     |       |
| 2018             | 0                | 0                   | 0                   | 0                | 0                | 0                  | 4                  | 0               | 1               | 0                  | 0                  | 0                   | 5                   | 0     |       |
| 2019             | 10               | 1                   | 0                   | 0                | 0                | 0                  | 0                  | 0               | 0               | 0                  | 0                  | 0                   | 10                  | 1     |       |
| 2020             | 0                | 0                   | 0                   | 0                | 0                | 0                  | 4                  | 0               | 1               | 0                  | 0                  | 0                   | 5                   | 0     |       |
| 2021             | 0                | 0                   | 3                   | 0                | 0                | 0                  | 0                  | 0               | 2               | 0                  | 8                  | 1                   | 13                  | 1     |       |
| 2022             | 0                | 0                   | 0                   | 0                | 0                | 0                  | 0                  | 0               | 2               | 0                  | 0                  | 0                   | 2                   | 0     |       |
| 2023             | 0                | 0                   | 0                   | 0                | 0                | 0                  | 0                  | 0               | 1               | 0                  | 0                  | 0                   | 1                   | 0     |       |
| Всего за карьеру | Всего за карьеру | 10                  | 1                   | 3                | 0                | 3                  | 0                  | 8               | 0               | 12                 | 0                  | 8                   | 1                   | 44    | 2     |

### Список матчей за сборную
| Матчи Георгия Джикии за сборную России | Матчи Георгия Джикии за сборную России | Матчи Георгия Джикии за сборную России | Матчи Георгия Джикии за сборную России | Матчи Георгия Джикии за сборную России | Матчи Георгия Джикии за сборную России | Матчи Георгия Джикии за сборную России | Матчи Георгия Джикии за сборную России | Матчи Георгия Джикии за сборную России |
| №                                      | Дата                                   | Оппонент                               | Счёт                                   | Голы Джикии                            | Фолы                                   | Замена                                 | Номер                                  | Соревнование                           |
| -------------------------------------- | -------------------------------------- | -------------------------------------- | -------------------------------------- | -------------------------------------- | -------------------------------------- | -------------------------------------- | -------------------------------------- | -------------------------------------- |
| 1                                      | 5 июня 2017                            | Венгрия                                | 3:0                                    | —                                      | —                                      | 81'                                    | 6                                      | Товарищеский матч                      |
| 2                                      | 17 июня 2017                           | Новая Зеландия                         | 2:0                                    | —                                      | —                                      | —                                      | 6                                      | Кубок конфедераций 2017                |
| 3                                      | 21 июня 2017                           | Португалия                             | 0:1                                    | —                                      | 72'                                    | —                                      | 6                                      | Кубок конфедераций 2017                |
| 4                                      | 24 июня 2017                           | Мексика                                | 1:2                                    | —                                      | —                                      | —                                      | 6                                      | Кубок конфедераций 2017                |
| 5                                      | 5 октября 2017                         | Республика Корея                       | 4:2                                    | —                                      | —                                      | —                                      | 6                                      | Товарищеский матч                      |
| 6                                      | 10 октября 2017                        | Иран                                   | 1:1                                    | —                                      | —                                      | 46'                                    | 6                                      | Товарищеский матч                      |
| 7                                      | 11 ноября 2017                         | Аргентина                              | 0:1                                    | —                                      | —                                      | —                                      | 14                                     | Товарищеский матч                      |
| 8                                      | 14 ноября 2017                         | Испания                                | 3:3                                    | —                                      | —                                      | —                                      | 14                                     | Товарищеский матч                      |
| 9                                      | 7 сентября 2018                        | Турция                                 | 1:2                                    | —                                      | —                                      | —                                      | 14                                     | Лига наций 2018/19                     |
| 10                                     | 11 октября 2018                        | Швеция                                 | 0:0                                    | —                                      | 53'                                    | —                                      | 14                                     | Лига наций 2018/19                     |
| 11                                     | 14 октября 2018                        | Турция                                 | 2:0                                    | —                                      | —                                      | —                                      | 14                                     | Лига наций 2018/19                     |
| 12                                     | 15 ноября 2018                         | Германия                               | 0:3                                    | —                                      | —                                      | —                                      | 14                                     | Товарищеский матч                      |
| 13                                     | 20 ноября 2018                         | Швеция                                 | 0:2                                    | —                                      | 43'                                    | —                                      | 14                                     | Лига наций 2018/19                     |
| 14                                     | 21 марта 2019                          | Бельгия                                | 1:3                                    | —                                      | —                                      | —                                      | 14                                     | Отборочные матчи ЧЕ-2020               |
| 15                                     | 24 марта 2019                          | Казахстан                              | 4:0                                    | —                                      | —                                      | —                                      | 14                                     | Отборочные матчи ЧЕ-2020               |
| 16                                     | 8 июня 2019                            | Сан-Марино                             | 9:0                                    | —                                      | —                                      | —                                      | 14                                     | Отборочные матчи ЧЕ-2020               |
| 17                                     | 11 июня 2019                           | Кипр                                   | 1:0                                    | —                                      | —                                      | —                                      | 14                                     | Отборочные матчи ЧЕ-2020               |
| 18                                     | 6 сентября 2019                        | Шотландия                              | 2:1                                    | —                                      | —                                      | —                                      | 14                                     | Отборочные матчи ЧЕ-2020               |
| 19                                     | 9 сентября 2019                        | Казахстан                              | 1:0                                    | —                                      | —                                      | —                                      | 14                                     | Отборочные матчи ЧЕ-2020               |
| 20                                     | 10 октября 2019                        | Шотландия                              | 4:0                                    | —                                      | —                                      | —                                      | 14                                     | Отборочные матчи ЧЕ-2020               |
| 21                                     | 13 октября 2019                        | Кипр                                   | 5:0                                    | —                                      | —                                      | —                                      | 14                                     | Отборочные матчи ЧЕ-2020               |
| 22                                     | 16 ноября 2019                         | Бельгия                                | 1:4                                    | 79′                                    | —                                      | —                                      | 14                                     | Отборочные матчи ЧЕ-2020               |
| 23                                     | 19 ноября 2019                         | Сан-Марино                             | 5:0                                    | —                                      | —                                      | —                                      | 14                                     | Отборочные матчи ЧЕ-2020               |
| 24                                     | 3 сентября 2020                        | Сербия                                 | 3:1                                    | —                                      | —                                      | —                                      | 14                                     | Лига наций 2020/21                     |
| 25                                     | 6 сентября 2020                        | Венгрия                                | 3:2                                    | —                                      | —                                      | —                                      | 14                                     | Лига наций 2020/21                     |
| 26                                     | 12 ноября 2020                         | Молдова                                | 0:0                                    | —                                      | 61'                                    | —                                      | 14                                     | Товарищеский матч                      |
| 27                                     | 15 ноября 2020                         | Турция                                 | 2:3                                    | —                                      | 55'                                    | —                                      | 14                                     | Лига наций 2020/21                     |
| 28                                     | 18 ноября 2020                         | Сербия                                 | 0:5                                    | —                                      | —                                      | —                                      | 14                                     | Лига наций 2020/21                     |
| 29                                     | 24 марта 2021                          | Мальта                                 | 3:1                                    | —                                      | —                                      | —                                      | 14                                     | Отборочные матчи ЧМ-2022               |
| 30                                     | 27 марта 2021                          | Словения                               | 2:1                                    | —                                      | —                                      | —                                      | 14                                     | Отборочные матчи ЧМ-2022               |
| 31                                     | 30 марта 2021                          | Словакия                               | 1:2                                    | —                                      | —                                      | —                                      | 14                                     | Отборочные матчи ЧМ-2022               |
| 32                                     | 1 июня 2021                            | Польша                                 | 1:1                                    | —                                      | —                                      | —                                      | 14                                     | Товарищеский матч                      |
| 33                                     | 5 июня 2021                            | Болгария                               | 1:0                                    | —                                      | 90+4'                                  | —                                      | 14                                     | Товарищеский матч                      |
| 34                                     | 12 июня 2021                           | Бельгия                                | 0:3                                    | —                                      | —                                      | —                                      | 14                                     | Чемпионат Европы 2020                  |
| 35                                     | 16 июня 2021                           | Финляндия                              | 1:0                                    | —                                      | 88'                                    | —                                      | 14                                     | Чемпионат Европы 2020                  |
| 36                                     | 21 июня 2021                           | Дания                                  | 1:4                                    | —                                      | —                                      | —                                      | 14                                     | Чемпионат Европы 2020                  |
| 37                                     | 1 сентября 2021                        | Хорватия                               | 0:0                                    | —                                      | —                                      | —                                      | 14                                     | Отборочные матчи ЧМ-2022               |
| 38                                     | 4 сентября 2021                        | Кипр                                   | 2:0                                    | —                                      | —                                      | —                                      | 14                                     | Отборочные матчи ЧМ-2022               |
| 39                                     | 8 октября 2021                         | Словакия                               | 1:0                                    | —                                      | —                                      | —                                      | 14                                     | Отборочные матчи ЧМ-2022               |
| 40                                     | 11 октября 2021                        | Словения                               | 2:1                                    | 32′                                    | —                                      | —                                      | 14                                     | Отборочные матчи ЧМ-2022               |
| 41                                     | 14 ноября 2021                         | Хорватия                               | 0:1                                    | —                                      | —                                      | —                                      | 14                                     | Отборочные матчи ЧМ-2022               |
| 42                                     | 24 сентября 2022                       | Кыргызстан                             | 2:1                                    | —                                      | —                                      | 46'                                    | 14                                     | Товарищеский матч                      |
| 43                                     | 20 ноября 2022                         | Узбекистан                             | 0:0                                    | —                                      | —                                      | 64'                                    | 14                                     | Товарищеский матч                      |
| н/о                                    | 12 сентября 2023                       | Катар                                  | 1:1                                    | —                                      | —                                      | 68'                                    | 14                                     | Товарищеский матч                      |
| 44                                     | 16 октября 2023                        | Кения                                  | 2:2                                    | —                                      | —                                      | —                                      | 14                                     | Товарищеский матч                      |

Итого: 44 матча / 2 гола; 23 победы, 8 ничьих, 13 поражений.

## В медиафутболе
Летом 2022 года Георгий Джикия вместе с Александром Соболевым создал медиафутбольный клуб «Бей Беги», выступивший во втором сезоне Медиалиги.